# فرانتس کلامر
فرانتس کلامر (انگلیسی: Franz Klammer؛ زادهٔ ۳ دسامبر ۱۹۵۳) اسکی‌باز آلپاین اهل اتریش بود.